# Carsick Cars
Carsick Cars sind eine chinesische Indie-Rock-Band.

## Geschichte
Die Carsick Cars wurden im März 2005 gegründet. Zwei Monate später hatten sie in der Technischen Universität von Peking ihren ersten Auftritt. Auf Grund weiterer Auftritte in großen Städten Chinas erlangten sie Ruhm in der Pekinger Musikszene.
2007 spielten die Carsick Cars mehrmals in Europa, unter anderem auf dem Steirischen Herbst und im Vorprogramm von Sonic Youth. Ihr erstes Album Carsick Cars wurde 2007 veröffentlicht. Ihr zweites mit Namen You Can Listen, You Can Talk kam im Oktober 2009 heraus. In Peking stehen Carsick Cars beim Label Maybe Mars, in Europa bei Fly Fast Records unter Vertrag.
Fly Fast Records Germany veröffentlichte das Album in einer erweiterten Fassung mit einer Dokumentation und Videoclip. Die Band wird in dem Film-Buch und auf der erweiterten Fassung des Dokumentarfilmes Beijing Bubbles ausführlich interviewt.
Die häufig in englischer Sprache singende Band erinnert vom Sound her oft an die frühen Velvet Underground sowie an die gitarrenlastigen Sonic Youth.

## Diskografie
- 2007: Carsick Cars
- 2009: You Can Listen, You Can Talk
- 2014: 3